# Paulo César Camassutti
Paulo César Camassuti, também conhecido como Paulo César Capeta (Taquaritinga, 26 de janeiro de 1960) é um treinador de futebol e ex-futebolista brasileiro que atuava como ponta-direita.

## Carreira

### Jogador
Foi revelado pelas categorias de base do Botafogo de Ribeirão Preto, onde chegou ao juvenil em 1976, após ser aprovado em uma avaliação. Dias antes de ser observado, o atacante tinha acertado com a Ferroviária após se destacar em um torneio de base em Araraquara. Em seu primeiro ano, foi convidado para a Seleção Paulista do interior da categoria.
Com o desempenho na base, passou no ano seguinte a integrar o elenco profissional sob o comando de Jorge Vieira, aos 17 anos. No clube, fez parte do time campeão da Taça Cidade de São Paulo em 1977.
Em 1979, foi o artilheiro da equipe no Estadual com oito gols.
Em dezembro de 1979, foi vendido para o São Paulo por 4 milhões de cruzeiros.
Estreou em 26 de janeiro de 1980, seu aniversário, em amistoso contra o Flamengo. Pelo Tricolor do Morumbi, Paulo César Capeta foi duas vezes campeão paulista (1980 e 1981), fez 258 jogos e marcou 35 gols.
Em 14 de março de 1981, disputou um amistoso contra o Chile pela Seleção Brasileira.
Em 1983, representou o Brasil nos Jogos Pan-Americanos, onde foram medalha de prata.
Em 1984, teve o passe negociado com o Corinthians. Estreou em 26 de julho, na derrota para o América Futebol Clube por 1 a 0, em partida válida pelo Campeonato Paulista, do qual seria vice-campeão. Com a camisa alvinegra, fez 123 partidas entre 1984 e 1986 e marcou 21 gols. Depois de dois anos no clube do Parque São Jorge, Capeta foi jogar no futebol da Suíça.
Em sua primeira temporada no exterior atuou pelo Bellinzona. No segundo semestre de 1987, se transferiu para o Grasshoppers por cerca de 27,5 milhões de cruzados.
Se tornou um dos ídolos do Grasshoppers, onde foi campeão da Copa da Suíça em 1988 e artilheiro do time na temporada, com 24 gols.
Em 1991, Paulo César defendeu o Coritiba e, três anos depois, encerrou a carreira no Taquaritinga.

### Treinador
Começou esta função nos juniores do Comercial de Ribeirão Preto.
No começo de 2003, dirigiu o Uberaba.
Em junho de 2013, assumiu o comando técnico do Taquaritinga.

## Títulos
Botafogo-SP
- Taça Cidade de São Paulo: 1977

São Paulo
- Campeonato Paulista: 1980[16] e 1981

Corinthians
- Copa das Nações: 1985

- Torneio de Verão: 1986

Grasshoppers
- Copa da Suíça: 1987/88, 1988/89

Seleção Brasileira
- Jogos Pan-Americanos: 1983 (Medalha de Prata)

Individual
- Bola de Prata: 1981